# اولنی (اوکلاهما)
اولنی (به انگلیسی: Olney) یک منطقهٔ مسکونی در ایالات متحده آمریکا است که در شهرستان کول، اکلاهما واقع شده‌است. اولنی ۱۸۸٫۰۶ متر بالاتر از سطح دریا واقع شده‌است.